# Tomokazu Hirama
Tomokazu Hirama (平間 智和 Hirama Tomokazu?), född 30 juni 1977 i Miyagi prefektur, är en japansk före detta fotbollsspelare.
Hirama började sin karriär 1996 i Yokohama Marinos (Yokohama F. Marinos). Efter Yokohama F. Marinos spelade han för Montedio Yamagata, Vegalta Sendai, Consadole Sapporo, Albirex Niigata, FC Horikoshi och Sony Sendai. Han avslutade karriären 2007.